# 통캇알리
통캇알리는 무환자나무목 소태나무과의 식물이다. 통캇알리는 중간 크기의 가는 관목으로 높이는 10m이고 종종 가지가 접혀있다.

## 설명
중간 크기의 가는 관목으로 10m에 이르며 잎자루의 색깔은 적갈색이다. 1m 길이의 복엽을 남긴다. 복엽은 30~40개의 소엽으로 구성되며, 피침형 또는 난형 피침형이다. 각 소엽의 길이는 약 15~20cm, 1.5~6cm이며 복측에서 훨씬 더 옅다.